# Martin Hofmann (Chronist)
Martin Hofmann (* 1544 in Prichsenstadt; † 1599 in Bamberg) war ein Späthumanist, Chronist und neulateinischer Dichter, der in Bamberg wirkte.

## Leben
Martin Hofmann wurde im Jahr 1544 in der Stadt Prichsenstadt geboren. Die Stadt lag im Einflussbereich der Markgrafen von Brandenburg-Ansbach und hatte wenige Jahre zuvor die Reformation angenommen. Die Familie Hofmann war aber wohl altgläubig, was die Studienorte des jungen Martin wahrscheinlich machen. Nach seiner Schulzeit immatrikulierte er sich nämlich im Jahr 1566 in Ingolstadt, der Universität der katholischen Herzöge von Bayern. Hofmann setzte sein Studium der Jurisprudenz 1569 in Marburg fort. Wahrscheinlich wurde er anschließend Student an der kaiserlichen Universität in Wien. Das Studium ermöglichte Hofmann, wichtige Verwaltungsaufgaben am Hof der verschiedenen Territorien zu ergreifen. So nahm er 1572 eine Stelle als Prokurator am Hof des Bamberger Fürstbischofs auf.
Anschließend hatte er wechselnde Anstellungen in der Hochstiftmetropole Bamberg. So versah Hofmann zwischen 1583 und 1586 das Amt eines Vogts für den Benediktinerkonvent des Klosters Michelsberg. Anschließend arbeitete er erneut als Jurist. Während seiner wechselnden Arbeitsstellen begann Hofmann eine ausgedehnte literarische Tätigkeit. So erhielt er von Kaiser Maximilian II. den Titel eines „Poeta Laureatus“ verliehen und wurde mit einem eigenen Wappen geehrt. Die bekanntesten Werke aus der Hand Hofmanns sind eine umfangreiche Darstellung und Deutung des Leidens und Sterbens Christi in lateinischen Versen, eine Geschichte des Klosters Michelsberg und die „Annales Bambergenses“. Martin Hofmann starb im Jahr 1599 in Bamberg. 

## Werke (Auswahl)
Das Hauptwerk des Martin Hofmann, die Annales Bambergenses werden heute in der Universitätsbibliothek Würzburg als Manuskript aufbewahrt. Hofmann starb vor der Fertigstellung, die Annalen sind deshalb nur bis zum Jahr 1440 fortgeführt. Hofmann gilt als einer der ersten Chronisten der Bamberger Bistumsgeschichte. Dabei bemühte er sich für einzelne Aussagen auch Quellenbelege zu bieten. Obwohl der Erkenntniswert der handschriftlichen Annalen für die Geschichtswissenschaft als nur gering erachtet wird, schreibt der Bamberger Historiker Konrad Arneth über Hofmann: Sein „Verdienst ist es, als erster die Geschichte des Bamberger Bistums geschrieben zu haben.“
- Carmen De Lamentabili Passione, Et Morte Christi, Domini Et Salvatoris nostri, ad mortales scriptum. Bamberg 1572. Digitalisat
- Carmen nuptiale in gratiam clarissimi viri D. Iannis Rabeneckeri [...] et [...] Ursulae Adami Halbritteri [...]. Wagner, Bamberg 1577.
- Congratvlatio heroica inscripta [...] Ioanni Georgio ex nobilissima Zobellorum à Gibelstat familia, XIII. calend. Septembris electo episcopo Papebergensi [...]. Wagner, Bamberg 1577.
- Vrbs Bamberga Et Abbates Montis Monachorvm Prope Bambergam. Elegiaco Versu Descripti. Kauffmann, Nürnberg 1595.
- unvollendet: Annales Bambergenses, Manuskript